# Попович, Александр (финский футболист)
Александр (Саша) Попович (фин. Sasha Popovitš; 8 мая 1993, Тампере) — финский футболист, полузащитник.

## Карьера

### Клубная
Александр является сыном российского нападающего Валерия Поповича, который долгое время выступал за клуб «Хака», а также братом Антона Поповича. Молодой футболист пошёл по стопам отца и стал выступать за тот же финский коллектив. В 2011 году Александр Попович был переведён из молодёжной команды в основную. 16 мая он дебютировал в Вейккауслииге, выйдя на замену во втором тайме матча «Ювяскюля» — «Хака». Встреча закончилась поражением его клуба со счётом 4:2. После этого игрок стал использоваться в качестве игрока замены, выходя в основном на позицию центрального полузащитника. Всего же в сезоне 2011 Попович принял участие в 11 матчах первенства страны. В новом сезоне он стал получать больше игрового времени, участвовал в кубковых играх.

### В сборной
27 июня 2011 года Александр Попович провёл свой первый матч за юношескую сборную Финляндии для игроков до 19 лет: финны принимали сверстников из Литвы, Попович вышел в стартовом составе, но был заменён на 81-й минуте.